# 岩谷道路
岩谷道路（いわやどうろ）は、秋田県由利本荘市大谷地内の大内ジャンクション (JCT) から、同大内ICに至る自動車専用道路である。全線が国道105号で、地域高規格道路本荘大曲道路の一部に指定されている。
2007年9月17日に暫定2車線で開通した。開通区間はわずか800メートルであり、秋田わか杉国体の支援を目的に整備された。現在は日本海東北自動車道の大内JCTと国道105号とを結ぶランプウェイとしての機能のみだが、本荘大曲道路の全線開通後はその一部区間として、由利本荘市と県東部と有機的に結ぶ役割を担う。

## 路線データ
- 起点：秋田県由利本荘市大谷（大内ジャンクション）
- 終点：秋田県由利本荘市大谷（大内インターチェンジ）
- 全長：0.8 km
- 車線数：暫定2車線

## 通過する自治体
- 秋田県
  - 由利本荘市

## 接続高速道路
- E7 日本海東北自動車道（大内JCTで接続）

## インターチェンジなど
- IC番号欄の背景色が■である部分については道路が供用済みの区間を示している。
- 英略字は以下の項目を示す。
IC：インターチェンジ、JCT：ジャンクション

| IC 番号               | 接続路線名            | 施設名                                         | 起点から (km) | 所在地           | 所在地           |
| --------------------- | --------------------- | ---------------------------------------------- | ------------- | ---------------- | ---------------- |
| 14-1                  | E7 日本海東北自動車道 | 大内JCT(北緯39度26分33.8秒 東経140度4分12.2秒) | 0.0           | 秋田県由利本荘市 | 秋田県由利本荘市 |
| 14-1                  | 国道105号             | 大内IC(北緯39度26分38.3秒 東経140度4分41.7秒)  | 0.8           | 秋田県由利本荘市 | 秋田県由利本荘市 |
| 本荘大曲道路 大曲方面 |                       |                                                |               |                  |                  |

## 歴史
- 2007年9月17日：開通。

## 車線・最高速度
| 区間             | 車線 上下線=上り線+下り線 | 最高速度 |
| ---------------- | ------------------------- | -------- |
| 大内JCT - 大内IC | 2=1+1                     | 40 km/h  |